# Dadra och Nagar Haveli och Daman och Diu
Dadra och Nagar Haveli och Daman och Diu är ett unionsterritorium i Indien. Det bildades den 26 januari 2020 genom en sammanslagning av de två tidigare unionsterritorierna Dadra och Nagar Haveli samt Daman och Diu, till följd av ett beslut i Indiens parlament i december 2019. Staden Daman är territoriets administrativa centrum.
Unionsterritoriet består av fyra utspridda områden, tre vid Indiens västkust och ett i södra Kathiawar. Områdena var en del av Portugisiska Indien. Portugal förlorade kontrollen över Dadra och Nagar Haveli år 1954, medan Daman och Diu invaderades av Indien år 1961. Dadra och Nagar Haveli samt Daman och Diu organiserades då som unionsterritorier.